# Färöische Fußballmeisterschaft 1996
Die Färöische Fußballmeisterschaft 1996 wurde in der 1. Deild genannten ersten färöischen Liga ausgetragen und war insgesamt die 54. Saison. Sie startete am 28. April 1996 und endete am 19. Oktober 1996.
Aufsteiger ÍF Fuglafjørður kehrte nach zwei Jahren in die höchste Spielklasse zurück. Meister wurde Titelverteidiger GÍ Gøta, die den Titel somit zum vierten Mal in Folge und zum sechsten Mal insgesamt erringen konnten. Zum ersten Mal seit Einführung der 1. Deild 1976 wurde die Meisterschaft nur durch die Tordifferenz entschieden. Absteigen musste hingegen TB Tvøroyri nach sieben Jahren Erstklassigkeit.
Im Vergleich zur Vorsaison verbesserte sich die Torquote auf 3,43 pro Spiel. Den höchsten Sieg erzielte GÍ Gøta mit einem 9:1 im Auswärtsspiel gegen B71 Sandur am sechsten Spieltag. Das torreichste Spiel gab es zwischen TB Tvøroyri und HB Tórshavn am 16. Spieltag, welches 2:9 endete.

## Modus
In der 1. Deild spielte jede Mannschaft an 18 Spieltagen jeweils zwei Mal gegen jede andere. Die punktbeste Mannschaft zu Saisonende stand als Meister dieser Liga fest, die letzte Mannschaft stieg in die 2. Deild ab. Der Neuntplatzierte musste zudem noch zwei Relegationsspiele gegen den Zweitplatzierten der 2. Deild um den Verbleib in der 1. Deild austragen. Bei den Europapokalplätzen fiel ein Qualifikationsplatz zum UEFA-Pokal zugunsten eines Startplatzes in der Champions League weg.

## Saisonverlauf

### Meisterschaftsentscheidung
GÍ Gøta legte einen regelrechten Start-Ziel-Sieg hin und führte vom ersten bis zum letzten Spieltag die Tabelle an. Die erste Niederlage wurde am siebten Spieltag im Heimspiel gegen KÍ Klaksvík kassiert, welches mit 1:2 verloren wurde. Zuvor betrug der Abstand auf den zweiten Platz vier Punkte, so dass die Führung gehalten werden konnte. Bis zur zweiten Niederlage am elften Spieltag konnte der Vorsprung wieder auf vier Punkte ausgebaut werden, als GÍ mit 2:3 bei HB Tórshavn verlor, von nun an war KÍ Klaksvík der ärgste Verfolger. GÍ Gøta konnte jedoch auf bis zu fünf Punkte davonziehen. Am 16. Spieltag kam es zum direkten Duell beider Mannschaften, welches GÍ abermals verlor, diesmal mit 0:1. An den letzten beiden Spieltagen lagen daraufhin beide Teams punktgleich an der Spitze. Am letzten Spieltag fiel schlussendlich die Entscheidung um die Meisterschaft. Da jedoch sowohl der Zweitplatzierte KÍ Klaksvík (4:0 gegen B71 Sandur) als auch der Erstplatzierte GÍ Gøta (3:0 bei TB Tvøroyri) ihre Spiele gewinnen konnten, blieb es bei dieser Tabellenkonstellation, aufgrund der besseren Tordifferenz stand GÍ Gøta als Meister fest. Beide Mannschaften führten in ihren Spielen nach 30 Minuten mit 1:0.

### Abstiegskampf
B71 Sandur fand sich die komplette Saison über in der unteren Tabellenhälfte wieder. Durch einen 3:1-Auswärtssieg gegen B68 Toftir schob sich die Mannschaft zwar kurzzeitig auf den sechsten Platz, konnte in den nächsten fünf Partien jedoch keinen Sieg mehr erringen und stürzte somit auf den letzten Platz ab. Dieser konnte durch weitere Siege erst am 14. Spieltag verlassen werden. Der Klassenerhalt gelang am 17. Spieltag durch einen 1:0-Heimsieg gegen B36 Tórshavn. Den Siegtreffer erzielte Rúni í Soylu in der 75. Minute.
B68 Toftir konnte erst am achten Spieltag, an dem TB Tvøroyri im Auswärtsspiel mit 2:0 geschlagen wurde, den ersten Sieg feiern. Durch weitere Erfolge wurde ab dem neunten Spieltag durchgängig der siebte Platz belegt. Vier Niederlagen in Folge zwischen dem 14. und 17. Spieltag ließen die Mannschaft jedoch wieder auf den achten Platz rutschen.
FS Vágar belegte mit Ausnahme eines Spieltages durchgängig die letzten beiden Plätze. Der erste Saisonsieg gelang am fünften Spieltag mit einem 2:1 im Heimspiel gegen ÍF Fuglafjørður, wodurch die Mannschaft vom letzten auf den vorletzten Platz kletterte. Ein 1:0-Heimsieg gegen HB Tórshavn bescherte nach acht absolvierten Partien kurzzeitig sogar den achten Platz. Von den nächsten sechs Spielen gelang nur ein Sieg bei vier Niederlagen, wodurch FS Vágar erneut das Tabellenende zierte. Durch einen 5:1-Sieg im Heimspiel gegen den direkten Konkurrenten TB Tvøroyri am 15. Spieltag wurden die Plätze zwischen beiden Mannschaften getauscht.
TB Tvøroyri verlor keines der ersten Spiele, am fünften Spieltag kassierte die Mannschaft im Heimspiel gegen B36 Tórshavn mit 0:3 die erste Niederlage. Bis zum sechsten Spieltag konnte sich TB noch auf dem sechsten Platz halten, danach folgte der große Absturz, von den nächsten elf Partien wurde keine einzige mehr gewonnen. Ab dem 15. Spieltag, nach einer 1:5-Niederlage beim direkten Konkurrenten FS Vágar, belegte die Mannschaft den letzten Platz, erst am 17. Spieltag gelang durch ein 2:1 bei B68 Toftir der nächste Sieg.
Der letzte Spieltag brachte die endgültige Entscheidung über die letzten drei Plätze. B68 Toftir konnte durch ein 1:0 beim Neuntplatzierten FS Vágar den Klassenerhalt endgültig sichern, das entscheidende Tor fiel nach 16 Minuten. Da TB Tvøroyri zu Hause gleichzeitig mit 0:3 gegen GÍ Gøta verlor, wobei die Mannschaft ab der 24. Minute einem Rückstand hinterherlief, kam es zu keinen weiteren Positionsveränderungen. Aufgrund der um drei Treffer schlechteren Tordifferenz stieg TB Tvøroyri aus der ersten Liga ab.

## Abschlusstabelle
| Pl. | Verein              | Sp. | S  | U | N  | Tore    | Diff. | Punkte |
| --- | ------------------- | --- | -- | - | -- | ------- | ----- | ------ |
| 1.  | GÍ Gøta (M)         | 18  | 12 | 3 | 3  | 052:140 | +38   | 39     |
| 2.  | KÍ Klaksvík         | 18  | 11 | 6 | 1  | 047:160 | +31   | 39     |
| 3.  | HB Tórshavn (P)     | 18  | 10 | 2 | 6  | 047:290 | +18   | 32     |
| 4.  | B36 Tórshavn        | 18  | 9  | 5 | 4  | 034:210 | +13   | 32     |
| 5.  | VB Vágur 1          | 18  | 7  | 3 | 8  | 019:250 | −6    | 24     |
| 6.  | ÍF Fuglafjørður (N) | 18  | 6  | 5 | 7  | 026:320 | −6    | 23     |
| 7.  | B68 Toftir          | 18  | 5  | 3 | 10 | 023:340 | −11   | 18     |
| 8.  | B71 Sandur          | 18  | 4  | 6 | 8  | 020:400 | −20   | 18     |
| 9.  | FS Vágar            | 18  | 4  | 1 | 13 | 020:470 | −27   | 13     |
| 10. | TB Tvøroyri         | 18  | 3  | 4 | 11 | 021:510 | −30   | 13     |

Platzierungskriterien: 1. Punkte – 2. Tordifferenz – 3. geschossene Tore

| (M) | Meister des Vorjahrs           |
| (P) | Pokalsieger des Vorjahrs       |
| (N) | Neuaufsteiger aus der 2. Deild |

## Spiele und Ergebnisse
|                 | B36 | B68 | B71 | FSV | GÍ  | HB  | ÍF  | KÍ  | TB  | VB  |
| --------------- | --- | --- | --- | --- | --- | --- | --- | --- | --- | --- |
| B36 Tórshavn    |     | 4:3 | 2:2 | 5:1 | 0:0 | 2:0 | 4:0 | 1:1 | 3:1 | 2:1 |
| B68 Toftir      | 1:0 |     | 1:3 | 2:1 | 0:3 | 3:4 | 1:1 | 0:4 | 1:2 | 3:1 |
| B71 Sandur      | 1:0 | 4:2 |     | 2:1 | 1:9 | 0:2 | 1:3 | 0:6 | 0:0 | 1:1 |
| FS Vágar        | 1:2 | 0:1 | 1:1 |     | 1:3 | 1:0 | 2:1 | 1:3 | 5:1 | 2:0 |
| GÍ Gøta         | 3:0 | 2:1 | 1:1 | 7:0 |     | 5:1 | 4:1 | 1:2 | 3:1 | 1:0 |
| HB Tórshavn     | 3:1 | 0:0 | 4:2 | 4:2 | 3:2 |     | 5:0 | 3:3 | 7:1 | 1:2 |
| ÍF Fuglafjørður | 1:1 | 2:1 | 1:0 | 6:0 | 1:1 | 2:0 |     | 1:2 | 2:2 | 0:0 |
| KÍ Klaksvík     | 1:1 | 1:1 | 4:0 | 4:0 | 1:0 | 0:1 | 5:1 |     | 5:2 | 2:2 |
| TB Tvøroyri     | 0:3 | 0:2 | 1:1 | 3:1 | 0:3 | 2:9 | 1:2 | 1:1 |     | 3:2 |
| VB Vágur        | 1:3 | 2:0 | 1:0 | 2:0 | 0:4 | 1:0 | 2:1 | 0:2 | 1:0 |     |

## Relegation
Die beiden Relegationsspiele zwischen dem Neunten der 1. Deild und dem Zweiten der 2. Deild wurden am 27. Oktober und 2. November 1996 ausgetragen.
| Datum                                    |             | Ergebnis  |             | Tore |
| ---------------------------------------- | ----------- | --------- | ----------- | --- |
| 27. Oktober 1996                         | FS Vágar    | 7:2 (4:1) | EB/Streymur | 1:0 Høgni Warberg (3.), 1:1 Thomas Joensen (11.), 2:1 Valbjørn Ole-Jacobsen (30.), 3:1 Høgni Warberg (39.), 4:1 Emil Hentze (43.), 5:1 Johnny Petur Joensen (58.), 5:2 Ingi Hansen (75.), 6:2 ? (80., Eigentor), 7:2 Torkil Nielsen (85.) |
| 2. November 1996                         | EB/Streymur | 2:5 (1:3) | FS Vágar    | 0:1 Erik Hølck Heinesen (14.), 1:1 Brian H. Jensen (18.), 1:2 Torkil Nielsen (21.), 1:3 Jens Erik Rasmussen (42.), 2:3 Thomas Joensen (63.), 2:4 John Johansen (76.), 2:5 Emil Hentze (83.)                                               |
| Gesamt:                                  | FS Vágar    | 12:40     | EB/Streymur | |
| Damit verblieb FS Vágar in der 1. Deild. |             |           |             | |

## Torschützenliste
Bei gleicher Anzahl von Treffern sind die Spieler nach dem Nachnamen alphabetisch geordnet.
| Platz | Spieler                 | Mannschaft      | Tore |
| ----- | ----------------------- | --------------- | ---- |
| 1     | Kurt Mørkøre            | KÍ Klaksvík     | 20   |
| 2     | Uni Arge                | HB Tórshavn     | 16   |
| 3     | John Petersen           | GÍ Gøta         | 15   |
| 4     | Símun Petur Justinussen | GÍ Gøta         | 10   |
| 5     | Velibour Kupunovic      | VB Vágur        | 09   |
| 5     | Gunnar Nielsen          | B36 Tórshavn    | 09   |
| 7     | Eli Hentze              | B71 Sandur      | 07   |
| 7     | Henning Jarnskor        | GÍ Gøta         | 07   |
| 7     | Rúni Nolsøe             | HB Tórshavn     | 07   |
| 10    | Páll Didriksen          | B68 Toftir      | 06   |
| 10    | Símun Eliasen           | ÍF Fuglafjørður | 06   |
| 10    | Jóhannis Joensen        | HB Tórshavn     | 06   |
| 10    | Eyðun Klakstein         | KÍ Klaksvík     | 06   |

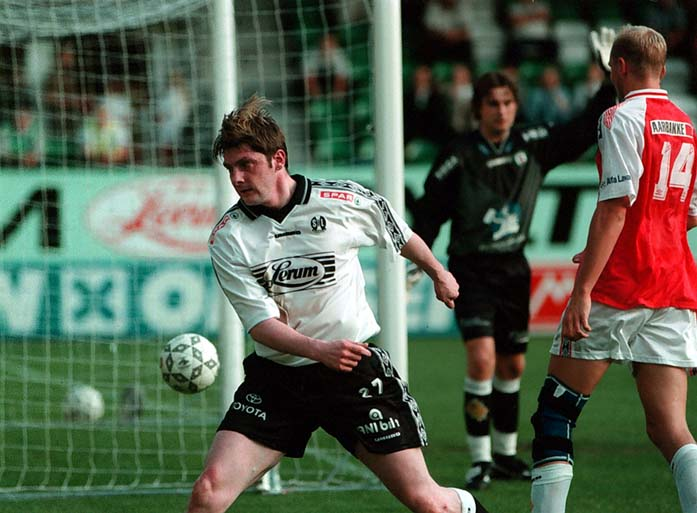
Torschützenkönig Kurt Mørkøre

Dies war nach 1988 der zweite Titel für Kurt Mørkøre.

## Trainer
| Mannschaft      | Trainer             | Spieltage |
| --------------- | ------------------- | --------- |
| B36 Tórshavn    | Jógvan Norðbúð      | 01–18     |
| B68 Toftir      | Christian Tranbjerg | 01–09     |
| B68 Toftir      | Jógvan Martin Olsen | 10–18     |
| B71 Sandur      | Piotr Krakowski     | 01–18     |
| FS Vágar        | Albert Ellefsen     | 01–18     |
| GÍ Gøta         | Páll Guðlaugsson    | 01–18     |
| HB Tórshavn     | Jóhan Nielsen       | 01–18     |
| ÍF Fuglafjørður | Petur Simonsen      | 01–18     |
| KÍ Klaksvík     | Jóannes Jakobsen    | 01–18     |
| TB Tvøroyri     | Rolf Christensen    | 01–18     |
| VB Vágur        | Tomislav Sivić      | 01–18     |

Lediglich B68 Toftir wechselte den Trainer aus, hierbei wurde jedoch keine Positionsveränderung erzielt.

## Spielstätten
In Klammern sind bei mehreren aufgeführten Stadien die Anzahl der dort ausgetragenen Spiele angegeben.
| Mannschaft      | Stadion         | Spielort     |
| --------------- | --------------- | ------------ |
| B36 Tórshavn    | Gundadalur      | Tórshavn     |
| B68 Toftir      | Svangaskarð     | Toftir       |
| B71 Sandur      | Inni í Dal      | Sandur       |
| FS Vágar        | Við Kirkjar (5) | Miðvágur     |
| FS Vágar        | Valloyran (4)   | Sandavágur   |
| GÍ Gøta         | Sarpugerði      | Norðragøta   |
| HB Tórshavn     | Gundadalur      | Tórshavn     |
| ÍF Fuglafjørður | Í Fløtugerði    | Fuglafjørður |
| KÍ Klaksvík     | Við Djúpumýrar  | Klaksvík     |
| TB Tvøroyri     | Sevmýri         | Tvøroyri     |
| VB Vágur        | Á Eiðinum       | Vágur        |

## Schiedsrichter
Folgende Schiedsrichter leiteten die 90 Erstligaspiele:
| Name               | Stammverein    | Spiele |
| ------------------ | -------------- | ------ |
| Niklas á Líðarenda | GÍ Gøta        | 15     |
| Kim Ejdesgaard     | Fram Tórshavn  | 14     |
| Birgir Sondum      | B36 Tórshavn   | 13 2   |
| Oddmar Andreasen   | HB Tórshavn    | 11     |
| Lassin Isaksen     | KÍ Klaksvík    | 11     |
| Sune Johansen      | SÍF Sandavágur | 10     |
| Jónfinn Olsen      | SÍF Sandavágur | 07     |
| Andreas Poulsen    | GÍ Gøta        | 04     |
| Jóhan Carl Dam     | HB Tórshavn    | 03     |
| Tummas Pauli Olsen | GÍ Gøta        | 02     |

## Die Meistermannschaft
In Klammern sind die Anzahl der Einsätze sowie die dabei erzielten Tore genannt.
| 1. | GÍ Gøta |
|    | Poul Ennigarð (17/0) \| Heini Heinason (8/4) \| Agnar Højgaard (9/1) \| Poul Andrias Jacobsen (5/0) \| Henning Jarnskor (17/7) \| Magni Jarnskor (7/5) \| Pauli Jarnskor (18/2) \| Rúni Klein Joensen (2/0) \| Sámal Joensen (15/2) \| Alvi Justinussen (7/1) \| Rúni Justinussen (18/0) \| Símun Petur Justinussen (17/10) \| Jens Martin Knudsen (17/0) \| Tummas Magnussen (14/2) \| Jóan Petur Olsen (16/2) \| John Petersen (18/15) \| Janus Rasmussen (10/0) \| Erland Tvørfoss (15/0) ohne Einsatz: Mass Anthoniussen \| Bárður Heinason \| Sunvard Joensen - Trainer: Páll Guðlaugsson |

## Nationaler Pokal
Im Landespokal gewann GÍ Gøta mit 5:3 nach Verlängerung im Wiederholungsspiel gegen HB Tórshavn und erreichte dadurch das Double.

## Europapokal
1996/97 spielte GÍ Gøta als Meister des Vorjahres in der Qualifikation zum UEFA-Pokal gegen FC Jazz Pori (Finnland). Das Hinspiel wurde mit 1:3 verloren, das Rückspiel mit 0:1.
B71 Sandur spielte ebenfalls in der Qualifikation zum UEFA-Pokal und schied dort gegen APOEL Nikosia (Zypern) mit 1:5 und 2:4 aus.
HB Tórshavn spielte als Pokalsieger des Vorjahres in der Qualifikation zum Europapokal der Pokalsieger. Das Hinspiel bei FC Dinamo Batumi (Georgien) wurde mit 0:6 verloren, das Rückspiel mit 0:3.
B68 Toftir nahm am UI-Cup teil. In der Gruppenphase verlor B68 0:4 gegen LASK Linz (Österreich), 1:4 bei Apollon Limassol (Zypern), 0:2 gegen Werder Bremen (Deutschland) und 1:5 bei Djurgårdens IF (Schweden).